# Leo Wong Loi Sing

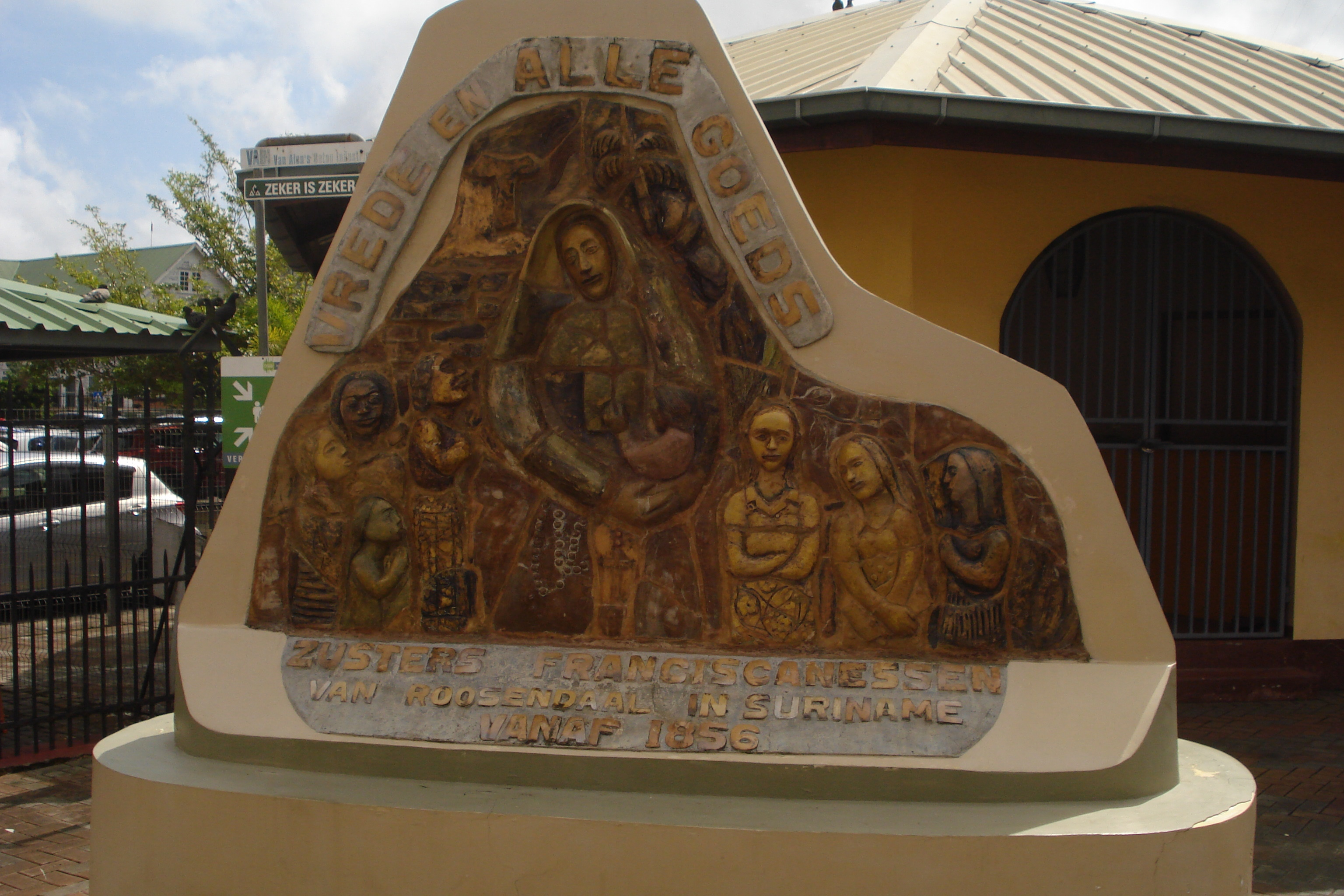
Gedenkzuil van de Franciscanessen van Roosendaal, 2014

Leo Wong Loi Sing (Groningen, 28 januari 1943) is een Surinaams kunstschilder, keramist en illustrator. Hij exposeert in binnen- en buitenland.

## Biografie

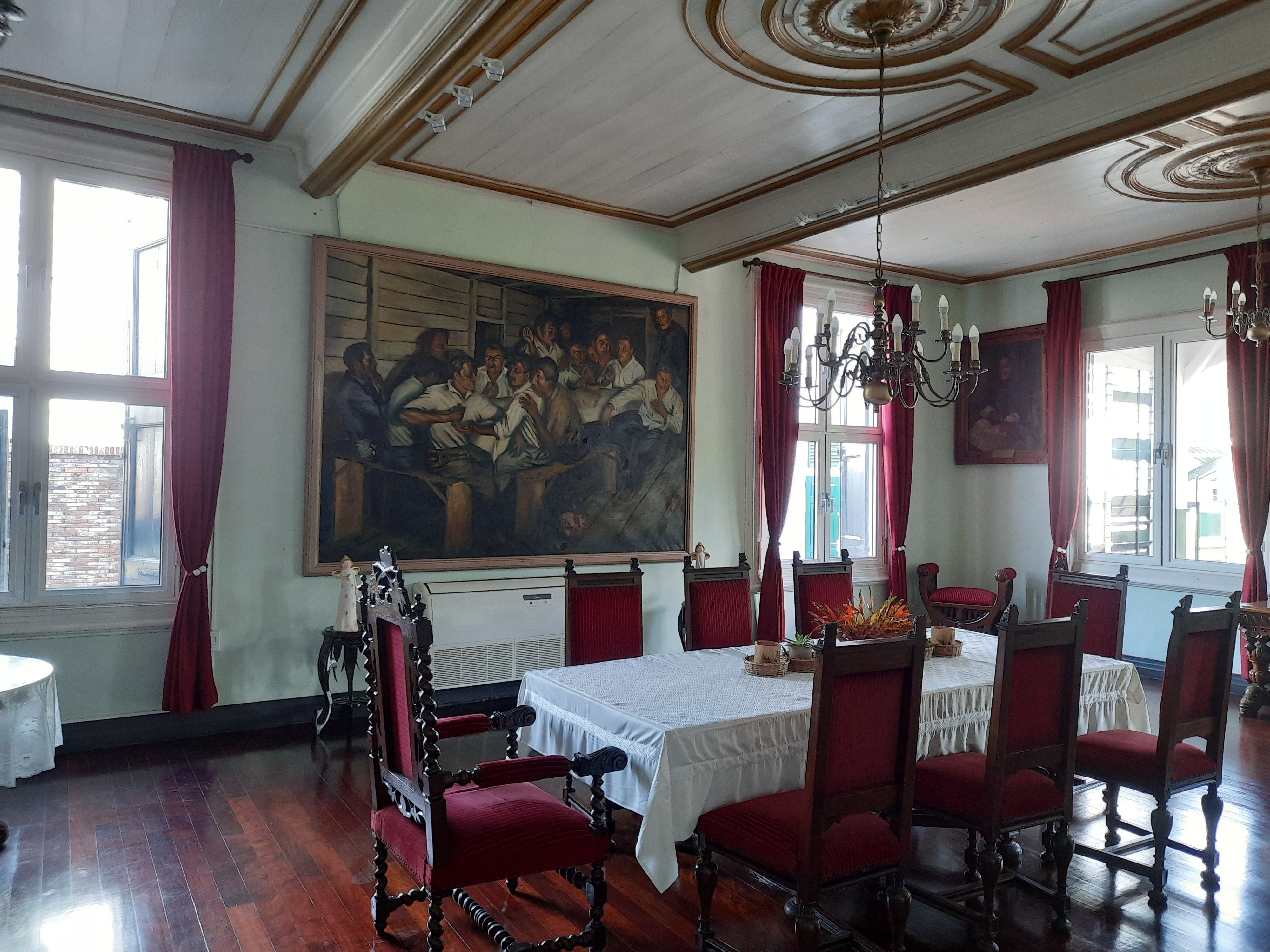
Het laatste avondmaal (Kerkelijk Museum)

Leo Wong Loi Sing werd in 1943 geboren in het district Saramacca. In 1963 maakte hij in Galibi Het laatste avondmaal (gesigneerd in 1964), dat zijn eerste grote werk was en een afmeting heeft van 3 bij 2 meter. In 1965 ging hij voor een jaar in Seminarie in Paramaribo.
Vervolgens ging hij naar het marrondorp Peninica en bracht daar een ander vroeg schilderwerk voort, getiteld The call (De roeping). Met een vergelijkbaar handgebaar vragende U bedoelt toch zeker niet mij?, maar dan minder theatraal, heeft het weg van De roeping van Mattheüs van de Italiaanse schilder Caravaggio.
Sinds de eerste editie, exposeert hij sinds 1965 tijdens de Nationale Kunstbeurs in Paramaribo. Sinds 1966 studeerde hij een jaar lang aan de Surinaamse Academie voor Beeldende Kunsten in Paramaribo, die toen geleid werd door Jules Chin A Foeng. Van 1967 tot 1974 studeerde hij aan de Vrije Academie voor Beeldende Kunsten in Den Haag.
Hij is lid van de Associatie van Beeldende Kunstenaars in Suriname (ABKS), een kunstenaarscollectief dat bestaat uit in Nederland opgeleide Surinaamse schilders. Het collectief werd rond 1984 opgericht en neemt geregeld samen deel aan exposities. Ook exposeert hij in het buitenland, zoals in Nederland (waaronder meermaals in het Stedelijk Museum in Amsterdam), Guyana, Trinidad, Haïti, Chili, Japan, China en de Verenigde Staten.
In 2014 was hij een van de dertig kunstenaars achter Giant Painting, een doek van vijftien meter dat in de vertrekhal van de internationale luchthaven van Zanderij te zien was. In de Sint-Alfonsuskerk in Paramaribo hangt zijn schilderij over de kruisiging van Jezus.
Wong Loi Sing kiest veelal voor een abstracte schilderstijl van olieverf op doek die zich kenmerkt door een palet aan ingetogen aarde- en lichtblauwe tinten. Hij laat zich leiden door zijn hart en stopt als zijn werk naar zijn gevoel goed is. Hij noemt schilderen ook wel een proces van introspectie. De onbekende vormen in het schilderij geven weer wat op dat moment door zijn geest gaat. Bij voltooiing doorgrondt hij wat de dieperliggende betekenis van het schilderij is.
Hij vervaardigde ook andere kunstwerken, zoals de veertien keramieken kruiswegstaties die sinds de jaren 1990 opgesteld staan in de voormalige leprozerie Batavia aan de Coppenamerivier in Saramacca. Een ander voorbeeld is het beeld dat de zusters Franciscanessen van Roosendaal uitbeeldt, eveneens van keramiek, dat zich naast de Sint-Petrus-en-Paulusbasiliek in Paramaribo bevindt. Prominent afgebeeld staat zuster Egno Monk (1942-2019) die het beeld zelf als enige overgebleven zuster op 29 januari 2014 onthulde. Ook is hij illustrator en leverde hij de tekeningen voor bijvoorbeeld het boek Wolkje en de groenhartboom van Cobi Pengel uit 2013 en De tenen van de leguaan: Verhalen uit de wereld van Surinaamse leprapatiënten van Henk Menke, Toine Pieters, Melinda Reyme en Jack Menke uit 2019.